# شباب الريف الحسيمي (كرة السلة)
شباب الريف الحسيمي هو فريق مغربي يمارس في القسم الممتاز لكرة السلة المغربية.